# それいゆ (フェリー)

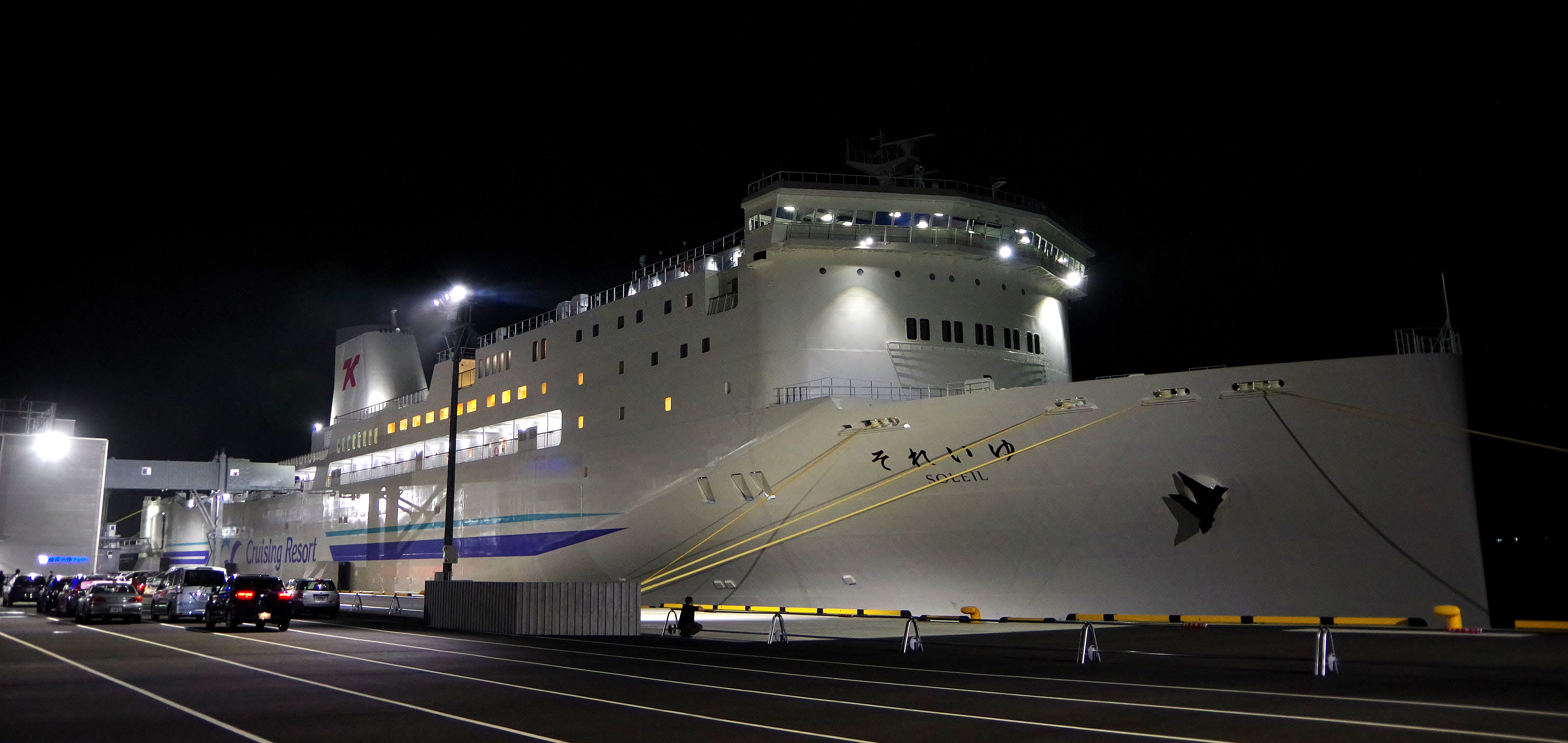
新門司港にて（2021年7月）

それいゆ（仏：SOLEIL）は、東京九州フェリーおよび新日本海フェリーが運航するフェリー。

## 概要
三菱重工業長崎造船所で建造、進水式では福岡県出身の小柳ルミ子が支綱切断を担当。2021年7月1日北九州発便より横須賀 - 北九州航路に就航。
船名は北九州市の花であるヒマワリに由来し、「憧れ」の花言葉から船旅の魅力を引き出す思いも込められた。
建造に際しては三菱造船と新日本海フェリーの共同で日本財団「無人運航船の実証実験にかかる技術開発共同プログラム」に応募し、自動運航の実証実験にも用いられ、2022年1月17日には新門司港から伊予灘までの約240kmで第一回の実証実験を行った。
2022年11月3日より2023年5月6日まで、新日本海フェリーの「すずらん」「すいせん」と入れ替わりで姉妹船「はまゆう」と共に舞鶴・敦賀 - 小樽・苫小牧航路へ就航していた。

## 船内

### 船室
| クラス                            | フロア | ベッド種別   | 部屋数                            | 定員 | 設備 |
| --------------------------------- | ------ | ------------ | --------------------------------- | ---- | --- |
| デラックス                        | 6F     | ツイン       | 2名×2室                           | 4名  | 専用テラス ユニットバス（洗浄機付トイレ・洗面所・浴槽） ロッカー、テレビ、コンセント、冷蔵庫、 インターホン、ドライヤー |
| ステート                          | 6F     | 和洋室       | 4名×12室                          | 72名 | シャワー、トイレ、ロッカー、テレビ、 コンセント、冷蔵庫、インターホン、ドライヤー                                       |
| ステート                          | 5F     | 和洋室       | 4名×6室                           | 72名 | シャワー、トイレ、ロッカー、テレビ、 コンセント、冷蔵庫、インターホン、ドライヤー                                       |
| ステート                          | 4F     | ウィズペット | 2名×2室                           | 4名  | シャワー、トイレ、ロッカー、テレビ、 コンセント、冷蔵庫、インターホン、ドライヤー                                       |
| ツーリストS （1名個室寝台）       | 5F     | ベッド       | 8名×4室                           | 62名 | 荷物棚、コンセント、照明、カーテン、テレビ                                                                              |
| ツーリストS （1名個室寝台）       | 4F     | ベッド       | 6名×5室 （2室はバリアフリー対応） | 62名 | 荷物棚、コンセント、照明、カーテン、テレビ                                                                              |
| ツーリストA （傾斜階段式2段寝台） | 5F     | ベッド       | 16名×1室                          | 96名 | 荷物棚、コンセント、照明、ロールカーテン                                                                                |
| ツーリストA （傾斜階段式2段寝台） | 4F     | ベッド       | 22名×3室 14名×1室                 | 96名 | 荷物棚、コンセント、照明、ロールカーテン                                                                                |
| ドライバールーム （1名個室寝台）  | 4F     | ベッド       | 6名×5室                           | 30名 | 荷物棚、テレビ |

### 設備
6階
- デラックスルーム（2室）
- ステートルームA（12室）
- 大浴場・露天風呂・サウナ・シャワールーム

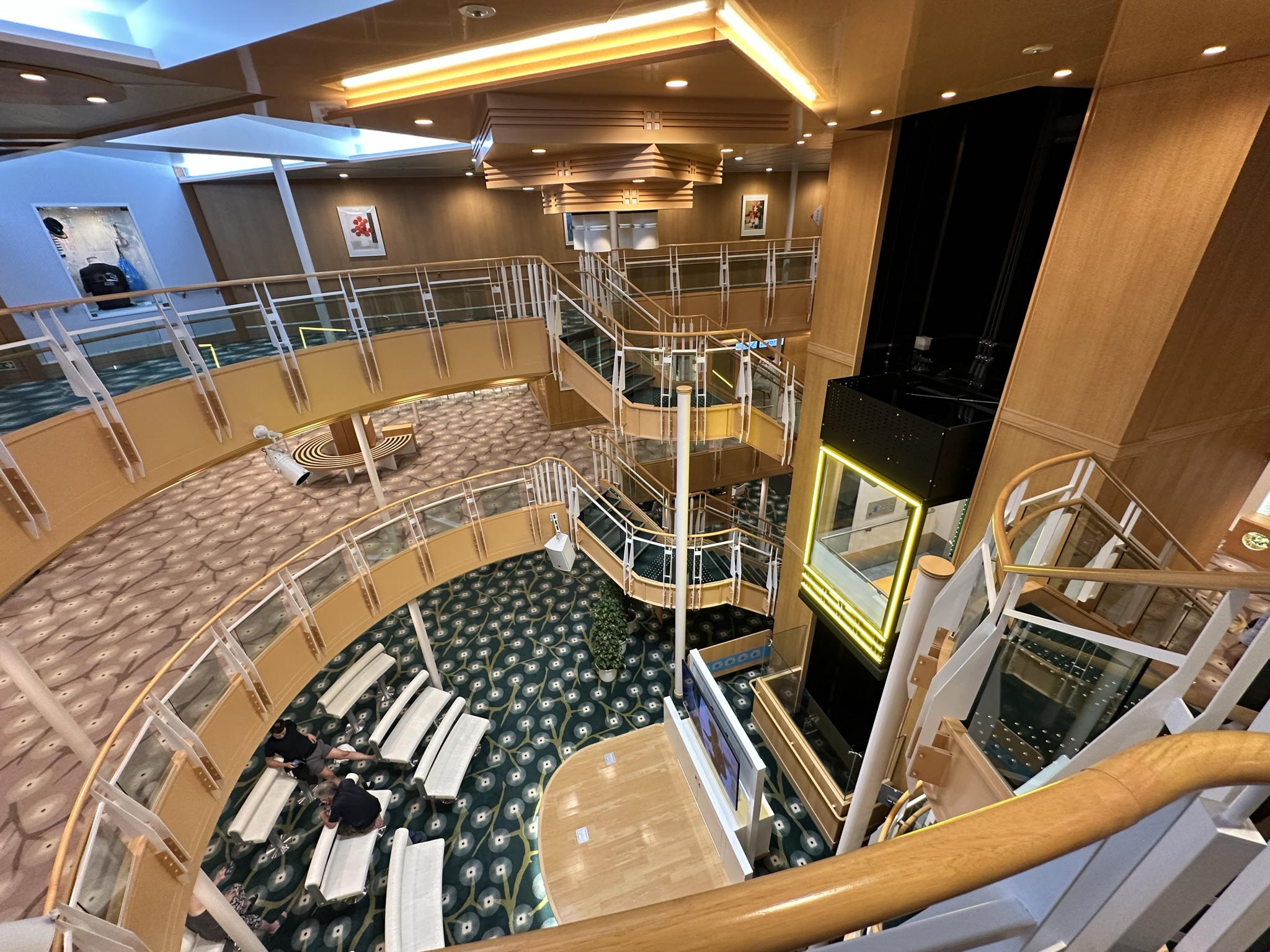
エントランスホール

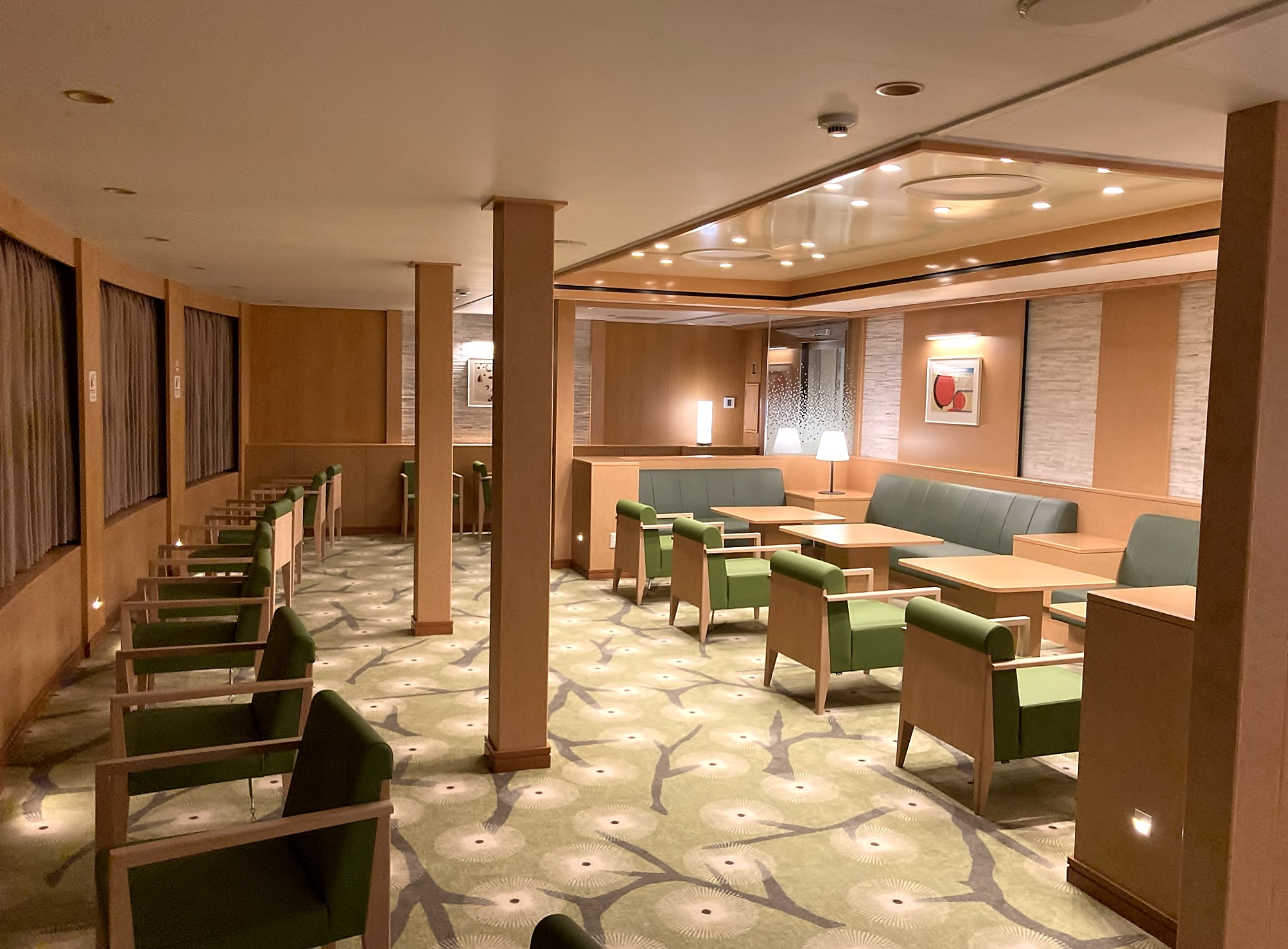
フォワードサロン「Zephyr」

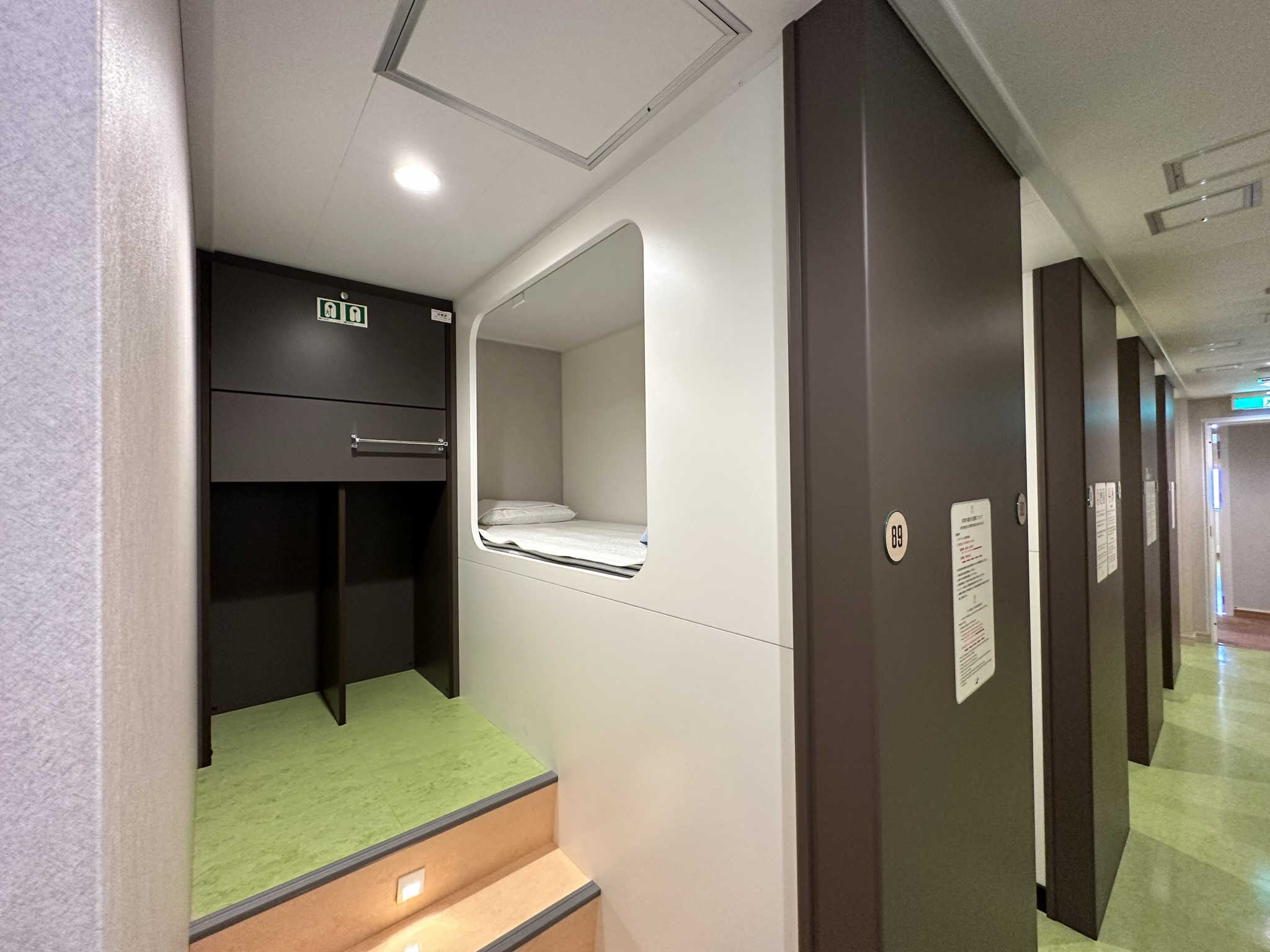
ツーリストAの寝室

- スクリーンルーム「Étoile」（シアター・プラネタリウム）
- スポーツルーム
- 甲板(デッキ)

航海中に一般客が行くことができるデッキは船幅いっぱいの約25メートル四方で、階段等は非常用のため使用できない。レストランの後方にBBQ専用スペースとなるデッキもある。
5階
- ステートルームA（10室）
- ツーリストS（4室）
- ツーリストA（1室）
- レストラン「ルミエール」
- バーベキューガーデン
- フォワードサロン「Zephyr（ゼフィール）」
- キッズルーム

4階
- ステートルームA（ウィズペット2室）
- ツーリストS（5室）
- ツーリストA（4室）
- トラックドライバールーム（5室）
- アミューズボックス（DVD・カラオケ）
- ペットルーム
- ドッグフィールド
- 案内所
- ショップ
- エントランスホール（3層吹き抜け）